# Syvä Aittalompolo
Syvä Aittalompolo och Matala Aittalompolo, eller Aittalompolot är sjöar i Finland. De ligger i kommunen Kittilä i landskapet Lappland, i den norra delen av landet, 900 km norr om huvudstaden Helsingfors. Aittalompolot ligger 299,4 meter över havet. Arean är 7,3 hektar och strandlinjen är 1,32 kilometer lång. Sjön  ingår i Kemi älvs huvudavrinningsområde. 